# Manfred Cuntz

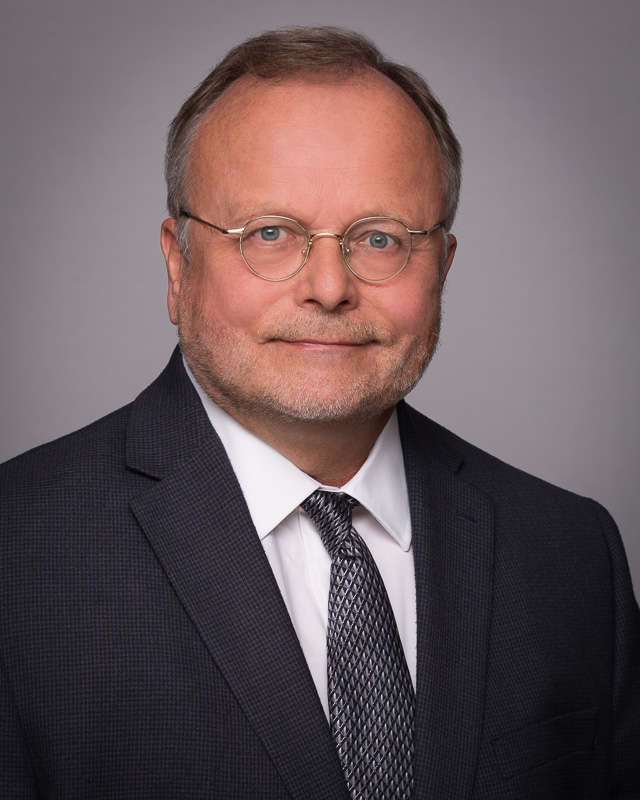
Manfred Cuntz 2022

Manfred Cuntz (* 1958 in Landau in der Pfalz) ist ein deutscher Astrophysiker. Er ist Professor für Physik an der US-Hochschule University of Texas at Arlington (UTA). Sein Forschungsgebiet umfasst stellare Astrophysik, Astrobiologie sowie extrasolare Planeten und schließt auch erdähnliche Planeten ein, auf denen Leben möglich sein könnte.

## Leben
Manfred Cuntz stammt aus einem Landwirtschafts- und Weinbaubetrieb und verbrachte seinen ersten Lebensabschnitt in der Pfalz. Er besuchte das Eduard-Spranger-Gymnasium in Landau, das er mit dem Abitur abschloss.
Nach dem Studium der Astronomie und Physik an der Universität Heidelberg, das er 1988 mit einer Dissertation über stellare atmosphärische Heizung und Sternwinde abschloss, setzte Cuntz seine wissenschaftliche Arbeit in den USA fort. Zunächst forschte er am Joint Institute for Laboratory Astrophysics (JILA), an der University of Colorado Boulder (UCB) sowie am High Altitude Observatory (HAO), National Center for Atmospheric Research (NCAR). Sein Hauptarbeitsgebiet in diesen Jahren war das Studium von stellaren Hüllen unter Berücksichtigung theoretischer Modellrechnungen und Beobachtungsdaten, insbesondere Ergebnissen, die mit Hilfe des International Ultraviolet Explorers und des Hubble-Weltraumteleskops gewonnen wurden.
Zwischenzeitlich nahm er einen Forschungsaufenthalt an der Universität Utrecht wahr. Weiterhin wurde ihm von der Universität Heidelberg die Habilitation (einschließlich der Venia legendi in Astronomie) verliehen. Anschließend wirkte er an der University of Alabama in Huntsville, an der er sich unter anderem mit Fragen der Sonnenphysik und mit Planet-Stern-Wechselwirkungen beschäftigte und dabei auch mit Mitgliedern des dortigen NASA Marshall Space Flight Centers zusammenarbeitete.
Ein wichtiger Beitrag zum Gebiet der Planet-Stern-Wechselwirkungen bestand darin, dass Cuntz als Hauptautor prognostiziert hat, dass Jupiter-ähnliche Planeten bei extremer Nähe zum Zentralstern imstande sind, stellare Aktivität zu erhöhen. Dieses Phänomen wurde später durch E. Shkolnik (University of British Columbia, Kanada) und Mitautoren sowie durch weitere Forschungsgruppen durch Beobachtungen belegt. Der besagte Effekt erlaubt u. a., bei bestimmten Exoplaneten Magnetfelder nachzuweisen und quantitativ zu bestimmen.
Im Jahr 2000 ging Cuntz als visiting professor an die University of Texas at Arlington. 2006 wurde er dort zum Associate Professor (mit Tenure) und 2012 zum Professor ernannt. Im Jahr 2020 erwarb Cuntz ferner den Titel Distinguished Teaching Professor.
In den zwei Jahrzehnten nach 2000 wandte er sich verstärkt der Erforschung von extrasolaren Planeten zu und beschäftigte sich auch mit der Frage nach der Wahrscheinlichkeit und möglichen Verbreitung von außerirdischen Lebensformen. Hierzu gehören auch Untersuchungen von stellaren habitablen Zonen sowie von Doppelsternsystemen. Ein markantes Beispiel hierbei sind Studien zu Kepler-16.
Um die Existenz eines im Doppelsternsystem Ny Octantis vermuteten Planeten zu erklären, zeigten Cuntz und Mitarbeiter die Stabilität einer zuvor vermuteten rückläufigen Umlaufbahn, Die Existenz des Planeten wie auch sein retrograder Orbit wurden 2025 durch weitere Beobachtungen bestätigt.
2007 kam er gemeinsam mit Kollegen des Potsdam-Instituts für Klimafolgenforschung (PIK) zu dem gleichen Resultat wie die Gruppe von F. Selsis (ENS Lyon), nämlich dass der vermutete Exoplanet Gliese 581 d, eine Supererde, der erste Planet außerhalb des Sonnensystems sei, der sich nachweislich in einer habitablen Zone befindet. Seit etwa 2014 wird die Existenz von Gliese 581d bestritten, die Diskussion dazu ist allerdings noch nicht abgeschlossen.
Des Weiteren beteiligte sich Cuntz als Mitglied der Forschungsgruppe von D. H. Hathaway (NASA MSFC) – gemeinsam mit seinem damaligen Doktoranden P. E. Williams – an Studien zur Dynamik der Sonnenoberfläche, wobei in weiterführenden Arbeiten (ohne Beteiligung von Cuntz) die Existenz von solaren konvektiven Riesenzellen (englisch: giant cells) nachgewiesen werden konnte.
Sein besonderes Interesse gilt auch Sternen, die kühler als die Sonne sind, aber eine deutlich längere Lebensdauer aufweisen (englisch auch Orange Dwarfs genannt), ein Sterntyp, der das Vorhandensein besonders lebensfreundlicher Planeten ermöglicht. Diese Sichtweise wird inzwischen durch eine Vielzahl weiterer Studien gestützt.
Weiterhin befasst sich Cuntz mit extrasolaren Kometen, Monden und Untermonden (d. h. Monden, die ihrerseits Monde umkreisen; englisch: submoons). Zudem beschäftigt er sich mit statistischen Untersuchungen, z. B. von Sternen und Planeten in Mehrfachsternsystemen.

## Beteiligungen
Cuntz gehört wissenschaftlichen Vereinigungen wie der American Astronomical Society, The New York Academy of Sciences, der
American Association for the Advancement of Science, der Astronomischen Gesellschaft sowie der Deutschen Physikalischen Gesellschaft an.
Ein weiterer Schwerpunkt ist Öffentlichkeitsarbeit und sonstige Engagements, z. T. in Verbindung mit dem UTA Planetarium sowie dem Grapevine Colleyville Independent School District. Als Beispiel seien hier Aktivitäten im Rahmen des 50sten Jahrestages der Apollo-11-Mondlandung genannt. Auch war er Leiter (Principal Investigator) der Entwicklung mehrerer Shows am Planetarium der UTA. Zwei dieser Shows befassen sich mit dem Stratosphären-Observatorium für Infrarot-Astronomie (SOFIA), dessen Konstruktion auf einer Partnerschaft zwischen der NASA und dem Deutschen Zentrum für Luft- und Raumfahrt beruhte. Cuntz war auch Teilnehmer am SOFIA Airborne Astronomy Ambassador Program (Flight 2017-09-26 UT).
Ein weiteres Interessengebiet von Cuntz ist Fake News in Science (siehe z. B. Artikel im Journal Skeptical Inquirer). Hierzu gehören auch Beiträge über verfehlte Kritik an Arbeiten von Albert Einstein sowie Kommentare zu Ausführungen religiöser Gruppen bezüglich des James-Webb-Weltraumteleskops.
Darüber hinaus ist er Mitglied der Redaktion (Editorial Board) der Fachzeitschrift Astronomische Nachrichten.

## Sonstiges
Eine Publikation von Cuntz über mögliche erdähnliche Planeten im Sternsystem 55 Cancri diente Kenneth E. Ingle als Anregung für den Science-Fiction-Roman First Contact: Escape to 55 Cancri.
Überdies beschäftigte sich Cuntz mit Modernen Sagen (englisch Urban Legends). Mitteilungen von Cuntz haben bei Rolf Wilhelm Brednich, zu dieser Zeit Professor für Volkskunde / Europäische Ethnologie, Universität Göttingen, Aufnahme gefunden.
Zuletzt verfasste Cuntz ein Bilderbuch mit dem englischsprachigen Titel: Fun with Three Suns in the Sky. Es beschreibt die Abenteuerreise zweier Kinder zu fremden Planeten – teils inspiriert durch das Dreifachsternsystem Alpha Centauri.

## Auszeichnungen
- 2023: Elected Fellow – Committee for Skeptical Inquiry, Center for Inquiry, Amherst (New York)[46]
- 2020: Elected Member – UTA Academy of Distinguished Teachers[47]

## Veröffentlichungen

### Bücher
- Practical Universe: Observations, Experiments, Exercises (mit N. Veerabathina, L. Gurdemir, J. Davis). Kendall Hunt Publishing Company, Dubuque, Iowa, USA 2016, ISBN 978-1-5249-2331-0.
- Fun with Three Suns in the Sky. Innovativeink Publishing, A Division of Kendall Hunt, Dubuque, Iowa, USA 2024, ISBN 979-87-6579815-7.

### Artikel (Auswahl)
- The Once-canceled Habitable-zone Super-Earth Gliese 581d Might Indeed Exist! (2024) (mit S. G. Engle, E. F. Guinan).
- X-ray Activity Variations and Coronal Abundances of the Star-Planet Interaction Candidate HD 179949 (2023) (mit A. Acharya, V. L. Kashyap, S. H. Saar, K. P. Singh).
- An Early Catalog of Planet-Hosting Multiple-Star Systems of Order Three and Higher (2022) (mit G. E. Luke, M. J. Millard, L. Boyle, S. D. Patel).
- Updated Studies on Exomoons in the HD 23079 System (2021) (mit O. Jagtap, B. Quarles).
- Orbital Stability of Exomoons and Submoons with Applications to Kepler 1625b-I (2020) (mit M. Rosario-Franco, B. Quarles, Z. E. Musielak).
- Can Planets Exist in the Habitable Zone of 55 Cancri? (2019) (mit S. Satyal).
- S-type and P-type Habitability in Stellar Binary Systems: A Comprehensive Approach. III. Results for Mars, Earth, and super-Earth Planets (2019) (mit Zh. Wang).
- Exocomets in the 47 UMa System: Theoretical Simulations Including Water Transport (2018) (mit B. Loibnegger, R. Dvorak).
- Case Studies of Exocomets in the System of HD 10180 (2017) (mit B. Loibnegger, R. Dvorak).
- About Exobiology: The Case for Dwarf K Stars (2016) (mit E. F. Guinan).
- Fractal and Multifractal Analysis of the Rise of Oxygen in Earth's Early Atmosphere (2015) (mit S. Kumar, Z. E. Musielak).
- Habitability of Earth-mass Planets and Moons in the Kepler-16 System (2012) (mit B. Quarles, Z. E. Musielak).
- The Advection of Supergranules by the Sun's Axisymmetric Flows (2010) (mit D. H. Hathaway, P. E. Williams, K. Dela Rosa).
- On the Reality of the Suggested Planet in the Nu Octantis System (2010) (mit J. Eberle).
- The Great Oxidation of Earth's Atmosphere: Contesting the Yoyo Model via Transition Stability Analysis (2009) (mit D. Roy, Z. E. Musielak).
- A Method for the Treatment of Supergranulation Advection by Giant Cells (2009) (mit P. E. Williams).
- Acoustic Heating of the Solar Chromosphere: Present Indeed and Locally Dominant (2007) (mit W. Rammacher, Z. E. Musielak).
- A New Version of Reimers' Law of Mass Loss Based on a Physical Approach (2005) (mit K.-P. Schröder).
- On the Possibility of Earth-type Habitable Planets in the 55 Cancri System (2003) (mit W. von Bloh, C. Bounama, S. Franck).
- Orbital Stability of Terrestrial Planets inside the Habitable Zones of Extrasolar Planetary Systems (2002) (mit M. Noble, Z. E. Musielak).
- On Stellar Activity Enhancement Due to Interactions with Extrasolar Giant Planets (2000) (mit S. H. Saar, Z. E. Musielak).
- A Generalized Version of the Rankine-Hugoniot Relations Including Ionization, Dissociation and Related Phenomena (1993) (mit H. Nieuwenhuijzen, C. de Jager, A. Lobel, L. Achmad).